# Voltes d'en Rosés
Les Voltes d'en Rosés és un conjunt d'arcades del municipi de Girona que formen part de l'Inventari del Patrimoni Arquitectònic de Catalunya. Les arcades estan construïdes amb carreus de pedra de Girona, ben tallats, que donen suport als sostres del primer pis, fets amb cairats, dels edificis de les bandes est i sud d'una petita placeta situada al final del carrer de la Cort Reial. Conformen l'element més remarcable d'aquell espai. A la façana interior dels porxos es conserva una porta dovellada.

## Història
Segons Jaume Marqués, a la placeta que formen les voltes hi devia tenir residència el veguer de Girona, que era el representant del Rei. La Cúria del veguer va anomenar-se "La Cúria Reial" o Cort Real i aquest nom es degué estendre al carrer que hi conduïa, que encara es coneix pel mateix nom. Així ho reflecteix un document de 1729 del notari Ignasi ribot, que transcrivia un altre text de 1693 quan encara funcionava el tribunal de la Cort. La casa núm. 11, que treu la porta principal al carrer de Beradós té, segons Marqués, la capacitat i categoria suficients per haver encabit la prestigiosa institució de la Cúria Reial.